# St. Stefan (Wiesendangen)

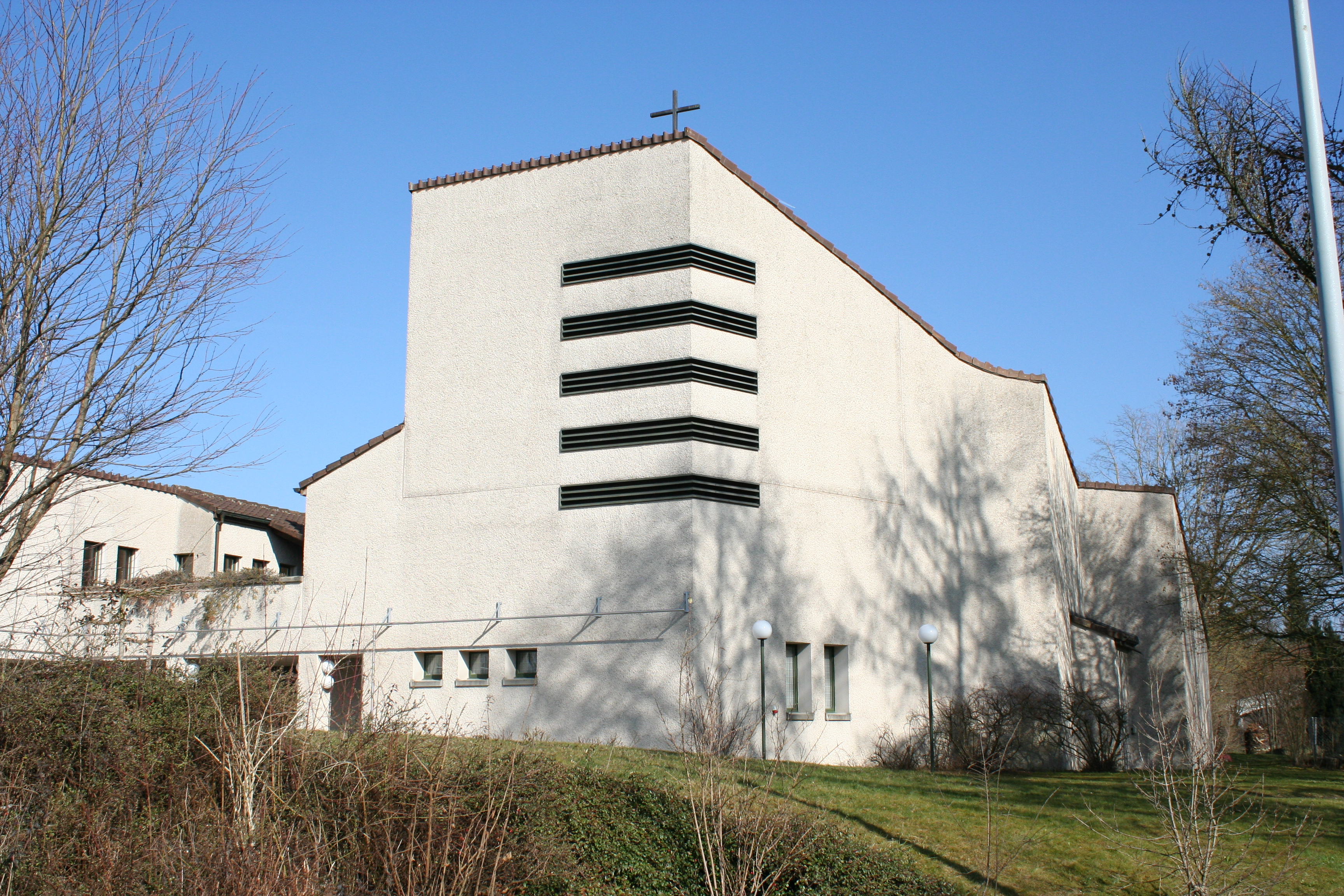
Kirche St. Stefan Wiesendangen

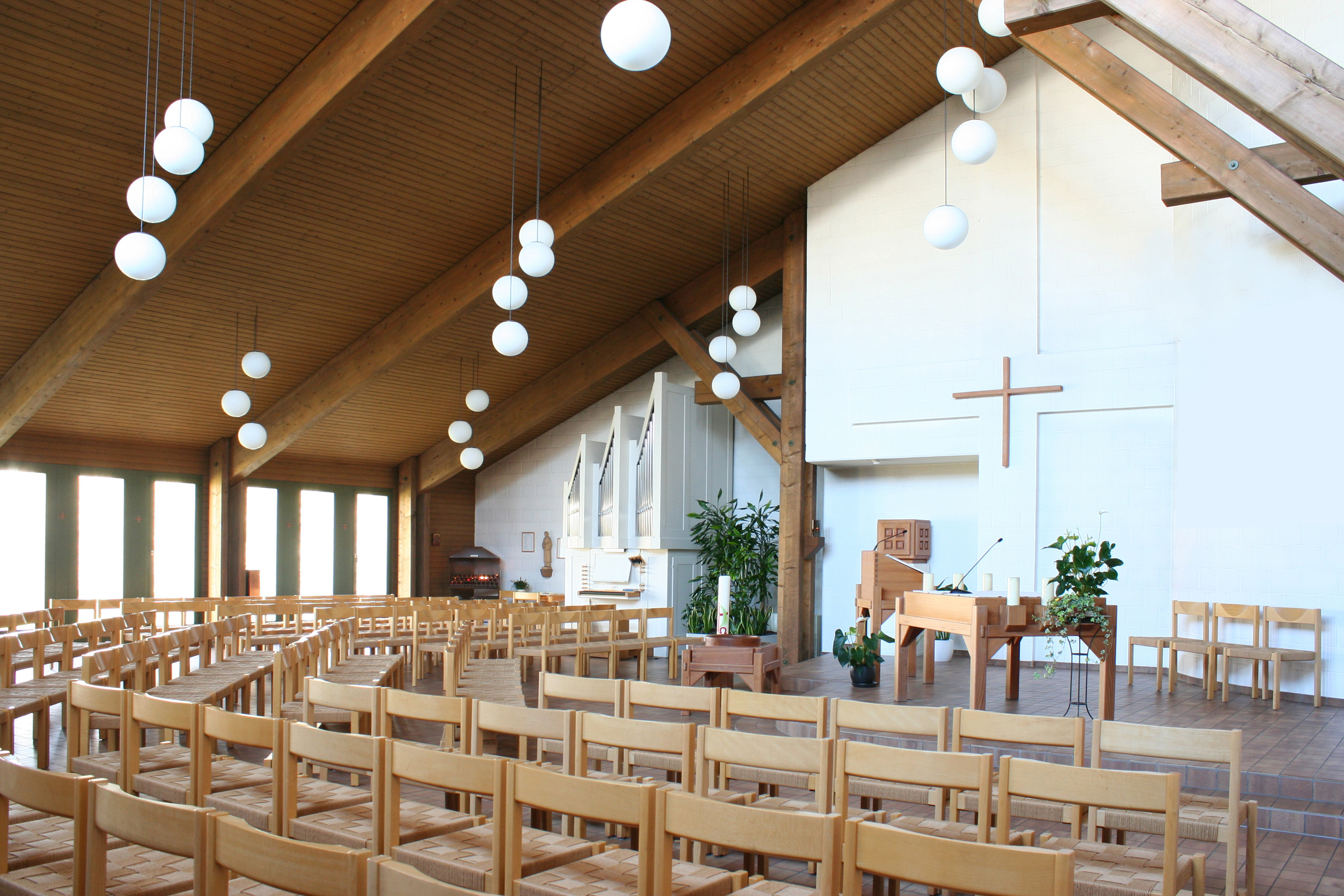
Innenansicht

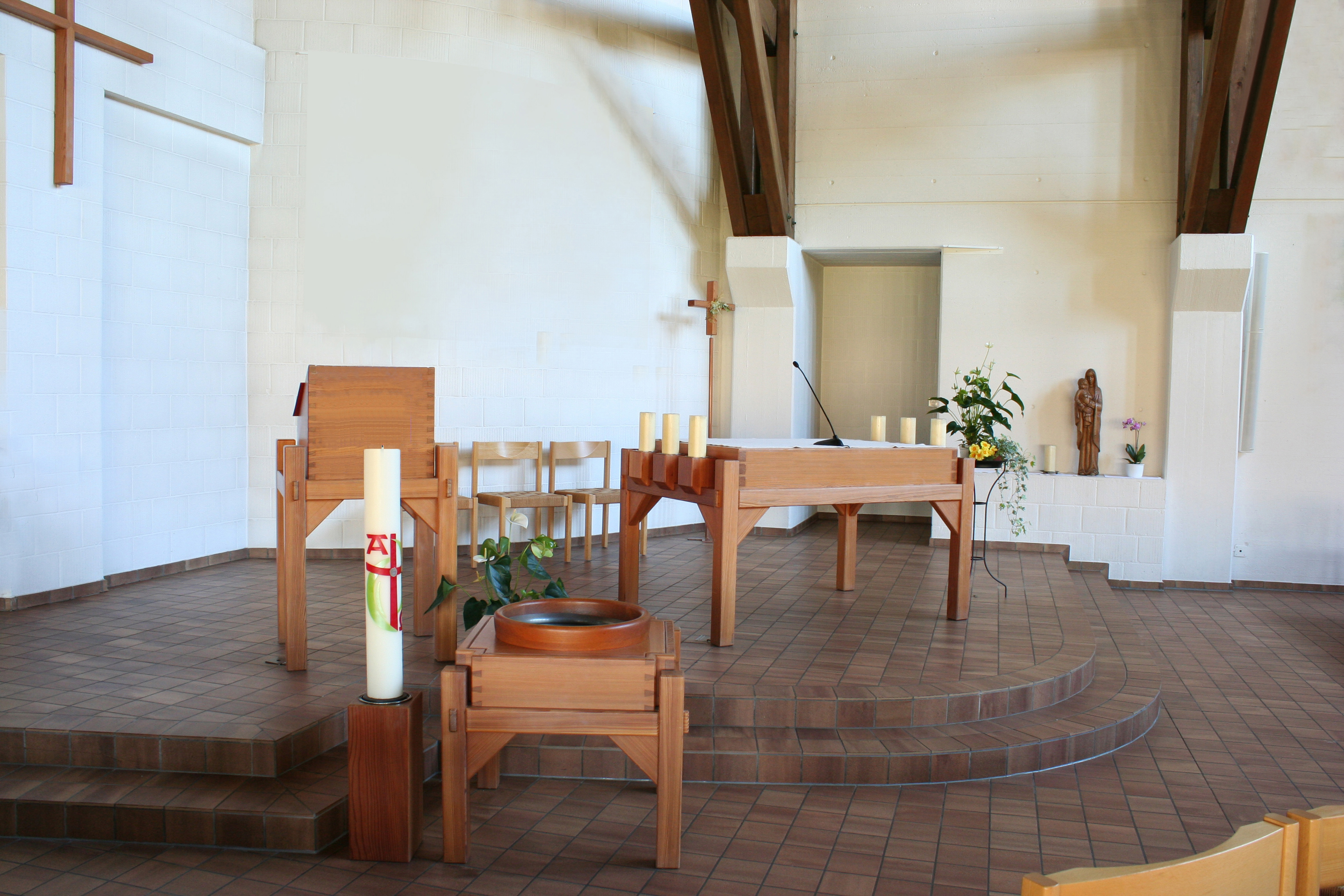
Altarraum

Die Kirche St. Stefan ist die römisch-katholische Pfarrkirche von Wiesendangen im Zürcher Bezirk Winterthur. Sie steht an der Wannenstrasse 4. Die dazugehörige Pfarrei ist zuständig für die Orte Bertschikon, Ellikon, Elsau, Rickenbach-Sulz und Wiesendangen.

## Geschichte

### Vorgeschichte und Namensgebung
Wiesendangen wird erstmals urkundlich im Jahr 804 erwähnt, als es Teil einer Schenkung an das Kloster St. Gallen war. Im Jahr 1155 wird in einer weiteren Urkunde die Kirche von Wiesendangen erwähnt. In der Folge der 1524 in Zürich durchgeführten Reformation wurde die Kirche Wiesendangen fortan für reformierte Gottesdienste verwendet. Der katholische Gottesdienst war fortan bis ins 19. Jahrhundert im Gebiet des heutigen Kantons Zürich verboten. Das Toleranzedikt von 1807 erlaubte im Kanton Zürich erstmals wieder einen katholischen Gottesdienst, allerdings nur in der Stadt Zürich. Im Jahr 1813 appellierten 50 in der Stadt Winterthur wohnhafte Katholiken an die Toleranz der Stadtväter, jedoch erst im Jahr 1862, als das Kloster Rheinau aufgehoben wurde und die weitere Verwendung dessen Vermögens durch den Kanton Zürich gesetzlich geregelt wurde, durfte in Winterthur der erste katholische Gottesdienst seit der Reformation stattfinden. Das sog. Erste zürcherische Kirchengesetz aus dem Jahr 1863 anerkannte neben Zürich auch die katholischen Kirchgemeinden in Winterthur, Rheinau und Dietikon (die letzten beiden waren traditionell katholische Orte), sodass in Winterthur eine katholische Gemeinde aufgebaut werden durfte. Im Jahr 1868 wurde die neu erbaute Kirche St. Peter und Paul im Beisein von Vertretern der kantonalen Regierung samt Staatsschreiber und Dichter Gottfried Keller sowie des Stadtrats von Winterthur eröffnet. Die Gründung weiterer Pfarreien im Kanton wurde jedoch staatlich nicht anerkannt, weshalb diese auf privat- und vereinsrechtlicher Basis aufgebaut werden mussten.

### Entstehungs- und Baugeschichte
Im Jahr 1939 wurde für die Katholiken den Gemeinden bei Rickenbach und Seuzach ein eigener Seelsorgebezirk eingerichtet, welches aber der Pfarrei St. Marien in Oberwinterthur angegliedert blieb. Im gleichen Jahr wurde in der Wirtschaft zur Mühle in Rickenbach die erste Messfeier im neuen Seelsorgebezirk gefeiert. Im Jahr 1956 wurde der Bauplatz für die Kirche St. Josef in Rickenbach-Sulz gekauft. Dort errichteten die Katholiken mit viel Eigenleistung in den Jahren 1957–1958 die Kirche, welche 1958 eingeweiht wurde. Nach der staatlichen Anerkennung der katholischen Kirche im Kanton Zürich im Jahr 1963 erfolgte die Gründung der katholischen Kirchgemeinde Rickenbach-Seuzach mit den politischen Gemeinden: Altikon, Bertschikon, Dägerlen, Dinhard, Ellikon an der Thur, Elsau, Hettlingen, Rickenbach, Seuzach, Thalheim und Wiesendangen. Um die Seelsorge, den Gottesdienst, den Religionsunterricht und die karitativen Belange in Sulz-Rickenbach zu fördern, wurde im Jahr 1966 die Stiftung St. Josef gegründet. Im Jahr 1968 erfolgte die Errichtung des Pfarrrektorates Rickenbach-Seuzach, welches der Pfarrei St. Marien in Oberwinterthur angegliedert blieb. Zu selbständigen Pfarreien wurden St. Martin in Seuzach und St. Josef in Sulz-Rickenbach im Jahr 1972 erhoben und von St. Marien Oberwinterthur abgetrennt. Im darauffolgenden Jahr wurde in Wiesendangen der Baugrund für die Kirche St. Stefan gekauft. Am 1. Februar 1980 fand der erste Spatenstich statt, am 27. Juni 1980 wurde der Grundstein der Kirche durch Dekan Gebhard Matt und Pfarrer Werner Frey gelegt. Die Kirche St. Stefan wurde nach Bauplänen der Architekten Felix Loetscher und Robert Tanner erbaut. Am 30. August 1981 wurde die Kirche St. Stefan in Wiesendangen durch den Bischof von Chur, Johannes Vonderach, eingeweiht. Gleichzeitig zog das Pfarramt von Sulz-Rickenbach nach Wiesendangen um und die Pfarrei wurde in St. Stefan umbenannt. Im Jahr 1983 wurde die Kirche St. Josef in Sulz renoviert und durch den Generalvikar Gebhard Matt geweiht. In den Jahren 2021–22 wurde das bestehende Zentrum saniert und teilweise umgebaut. An der Ostseite kam ein Erweiterungsbau mit Saal, Küche und weiteren Räumen hinzu.
Die Pfarrei St. Stefan Wiesendangen gehört zusammen mit der Pfarrei St. Martin Seuzach zur gemeinsamen Kirchgemeinde. Diese ist mit ihren 5'836 Mitgliedern (Stand 2021) eine der grösseren katholischen Kirchgemeinden des Kantons Zürich.

## Baubeschreibung

### Kirchturm und Äusseres
Auf dem bereits Ende 1973 von der Kirchgemeinde erworbenen Grundstück an der Wannenstrasse 4 in Wiesendangen wurde am Freitag, 27. Juni 1980, der Grundstein für die neue Pfarrkirche St. Stefan gelegt. Die Architekten Robert Tanner und Felix Loetscher setzten dabei das Bauprojekt Treffpunkt Foyer um, das als Sieger aus dem Architekturwettbewerb hervorgegangen war. Dazu der Winterthurer Landbote vom 24. Juni 1977: «Beim Pfarreizentrum St. Stefan handelt es sich um einen einfachen Gebäudekomplex mit ruhigen Baukörpern und Konstruktionen. Auffallend ist die gut durchdachte, vielseitige Verwendungsmöglichkeit des Foyers mit anschliessendem Kirchenraum, während der eigentliche Sakralraum je nach Besucherzahl auf einfache Art erweitert werden kann.» Von der Wannenstrasse gut sichtbar, befindet sich die Glockenstube im Dachabschluss der Kirche. Auf diese Weise konnte auf einen Kirchturm verzichtet werden und die Glocken haben dennoch die Möglichkeit, im ganzen Ort gut hörbar zu sein. Der Glockenstuhl beherbergt ein vierstimmiges Geläute, das am 3. April 1981 in der Glockengießerei Rudolf Perner in Passau gegossen wurde. Nach der Überführung nach Wiesendangen wurden die Glocken am 24. Juni 1981 durch Dekan Tarcisi Venzin geweiht und am 25. Juni 1981 in die Glockenstube aufgezogen. Das Geläute ist auf die Glocken der reformierten Kirche abgestimmt. Über einen Vorplatz gelangt der Besucher zum Eingang der Kirche, der in ein helles Foyer führt. Vom Foyer gelangt man in die Räume des Pfarreizentrums und in die Kirche.
| Nummer | Gewicht    | Ton | Widmung     |
| ------ | ---------- | --- | ----------- |
| 1      | ca. 700 kg | g1  | St. Stefan  |
| 2      | ca. 400 kg | b1  | Heiligkreuz |
| 3      | ca. 300 kg | c2  | Maria       |
| 4      | ca. 200 kg | es2 | St. Oswald  |

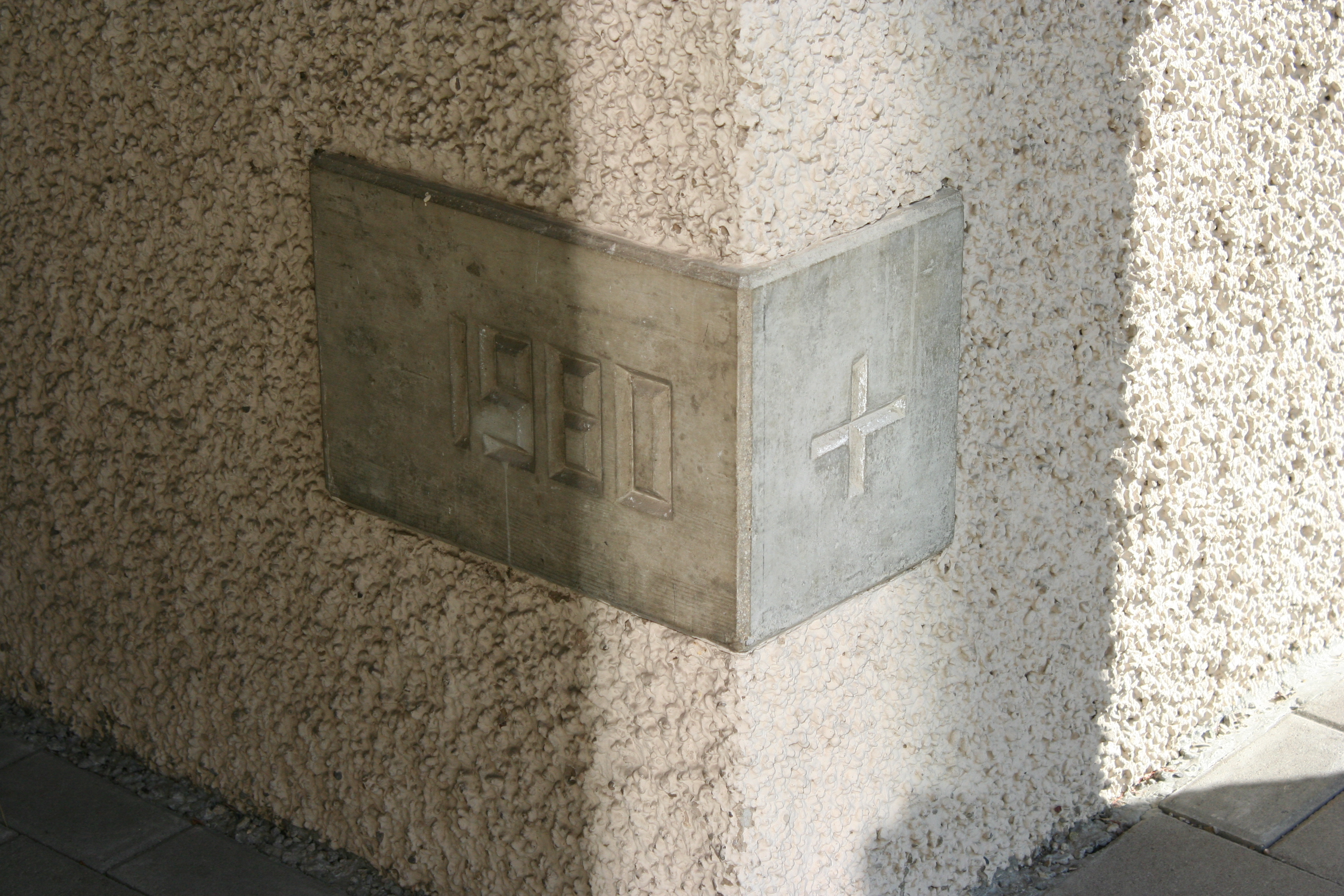
Grundstein
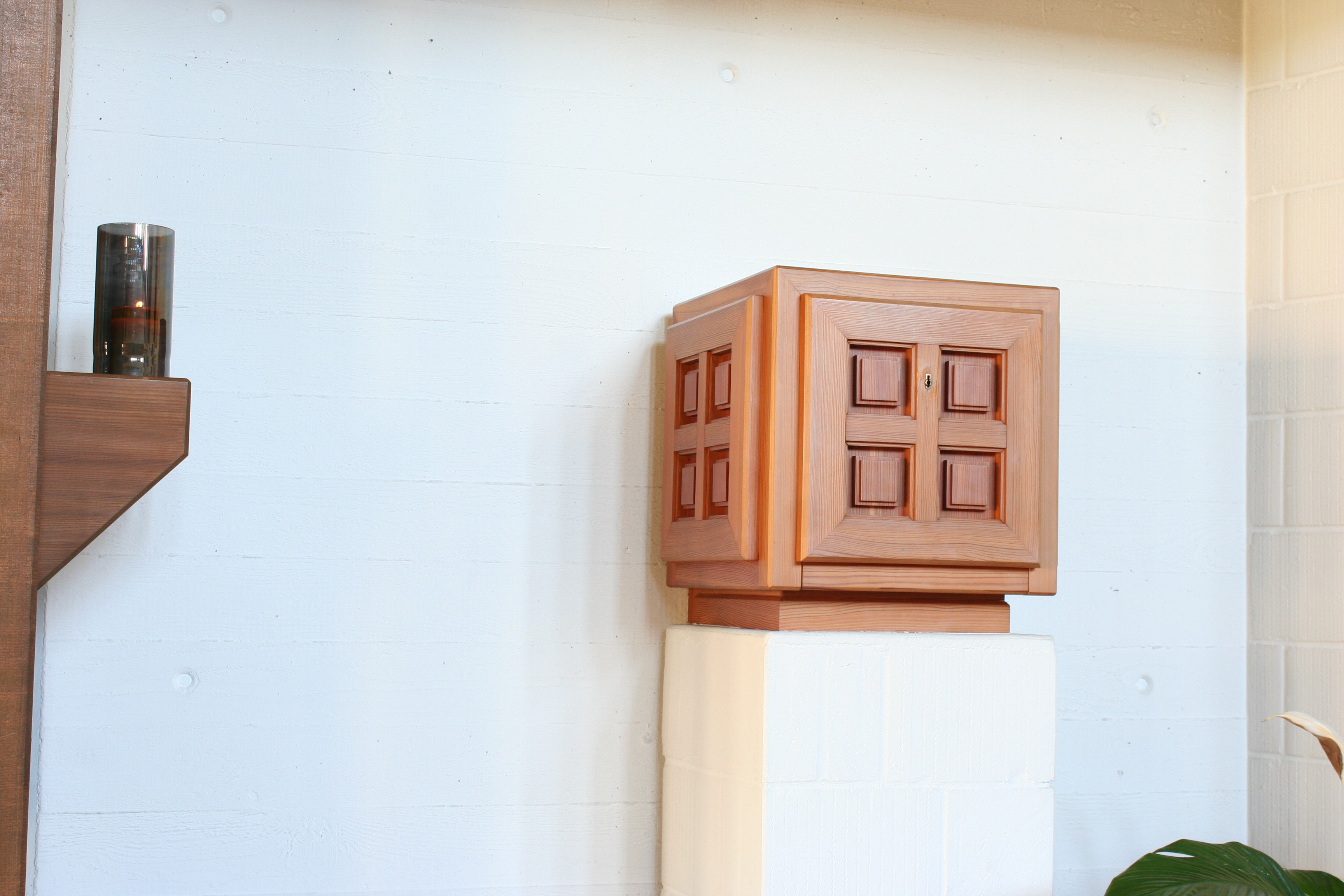
Tabernakel
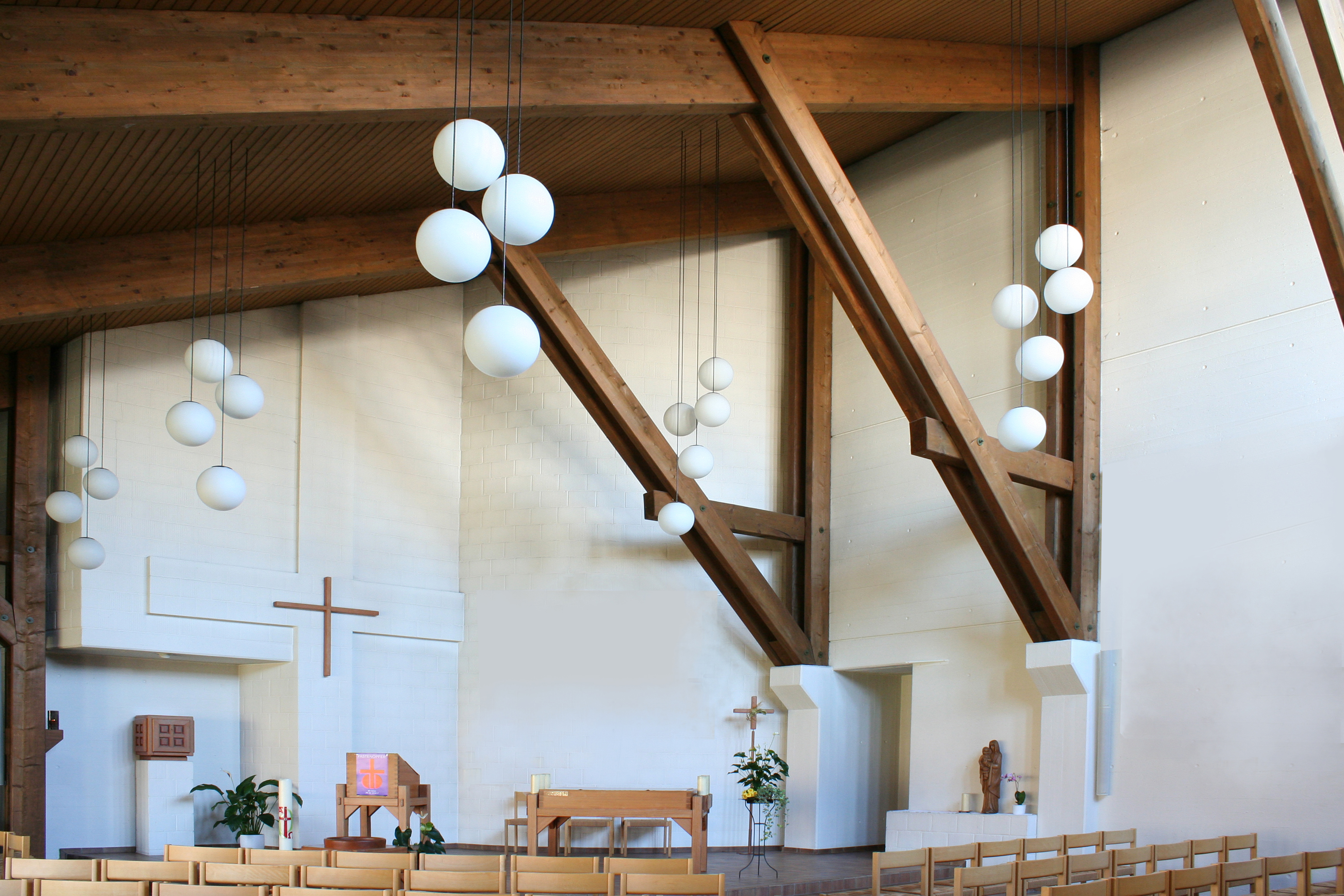
Innenansicht

### Innenraum und künstlerische Ausstattung
Der helle, zeltartige Gottesdienstraum mit den Kugellampen – möbliert mit 160 Stühlen – wird geprägt vom hohen Chor-/Altarraum mit den liturgischen Orten Altar, Ambo, Taufbecken und Tabernakel. Diese sind im selben braun-rötlichen Holz gearbeitet wie das Kreuz an der Chorwand und die 12 Apostelkreuze an der Ostwand. Der Entwurf für liturgischen Gegenstände stammen vom Architekt Felix Lötscher, ausgeführt wurden die Holzarbeiten durch die Firma Huss, Wiesendangen. Ein wesentliches Gestaltungselement ist die Muttergottes-Statue, welche von K. Ruff, Rickenbach-Sulz geschnitzt wurde. Da die Kirche St. Stefan zum Zeitpunkt ihres Baus zweckmässig ausgestattet worden war, entstand in der Pfarrei der Wunsch, das Innere durch eine Wandgestaltung freundlicher zu gestalten. Anlässlich des 20-Jahr-Jubiläums der Kirche wurde das Projekt angegangen. Die Künstlerin Kathleen Weber entwarf eine Gestaltung zum Thema Schöpfung, welche während zweier Jahre von 47 Frauen aus der Pfarrei in wöchentlichen Treffen erstellt wurde. Das Werk besteht aus 19 Platten und ziert seit dem Jahr 2005 die Westwand der Kirche.

### Orgel

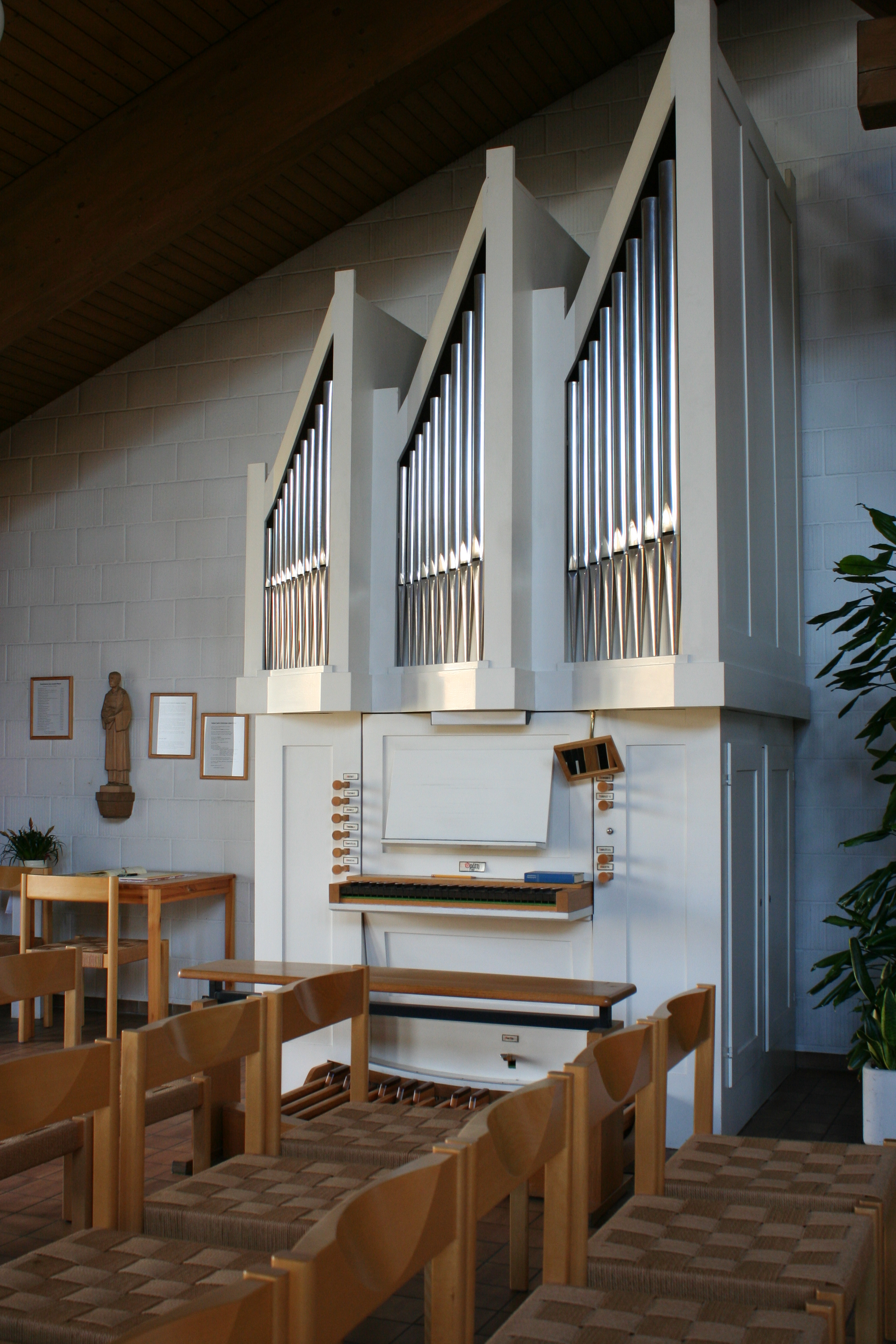
Späth-Orgel

Die Orgel wurde von der katholischen Zentralkommission des Kantons Zürich gestiftet und von der Orgelbaufirma Späth aus Rapperswil erbaut. Das Instrument besitzt ca. 550 Pfeifen, verteilt auf 8 klingende Register auf einem Manual und Pedal.
| I Manual C–g''' |     |
| Gedeckt         | 8′  |
| Rohrflöte       | 4′  |
| Prinzipal       | 4′  |
| Oktave          | 2′  |
| Terzian         | 2f. |
| Mixtur          | 1′  |

| Pedal C–f' |     |
| Subbass    | 16′ |
| Oktavbass  | 4′  |